# Amblyomma quadricavum
Amblyomma quadricavum är en fästingart som beskrevs av Schulze 1941. Amblyomma quadricavum ingår i släktet Amblyomma och familjen hårda fästingar. Inga underarter finns listade i Catalogue of Life.